# حباك ساو توميه
حباك ساو توميه (الاسم العلمي: Ploceus sanctithomae) نوع من الطيور الصغيرة من فصيلة الحباك، متوطن في ساو توميه وبرينسيب.